# Manuel San Germán
Manuel San Germán (Palos de la Frontera, 1897-???) fue un actor español que participó en diecisiete películas (todas ellas mudas) entre las décadas de 1920 y 1930.

## Filmografía completa
- Prim (1931)
- El empecinado (1930)
- Agustina de Aragón (1929)
- El guerrillero (1928)
- La loca de la casa (1928)
- Batalla de damas (1928)
- Esperanza o La presa del diablo (1927)
- Malvaloca (1926)
- Luis Candelas o El bandido de Madrid (1926)
- El marino español (1926)
- El huérfano del circo (1926)
- Los chicos de la escuela (1925)
- El pobre Valbuena (1923)
- Para toda la vida (1923)
- Curro Vargas (1923)
- Rosario, la cortijera (1923)
- Doloretes (1923)